# Capilla de Santa María Magdalena (Mezquita-catedral de Córdoba)
La capilla de Santa María Magdalena, también conocida como de la Asunción de Nuestra Señora, es una capilla ubicada en el muro este de la Mezquita-catedral de Córdoba, en Andalucía, España.

## Historia y descripción
Esta capilla fue fundada bajo la advocación de María Magdalena en 1262 por Gonzalo Yáñez de Palma. Sin embargo, en 1551, el maestrescuela Pero Fernández de Valenzuela solicitó al cabildo catedralicio un solar para capilla, cediéndole esta zona. El fundador se puso en contacto con el maestro mayor de la catedral en ese momento, Hernán Ruiz II, quien realizó los dos falsos contrafuertes renacentistas con las imágenes en piedra de Santa Lucía y la Virgen con niñas a ambos lados del altar. Al año siguiente, en 1552, se realizó el retablo con ayuda del entallador cordobés Juan de Castillejo.
Los lienzos del retablo, que suelen atribuirse a Pedro Fernández Guijalvo, representan la adoración de los pastores, la adoración de los Reyes Magos y la estigmatización de las llagas de San Francisco en el banco; San Juan Evangelista y Santa Catalina en el primer cuerpo; Santiago peregrino y San Sebastián en el segundo cuerpo; y la Virgen, el arcángel Gabriel y la Trinidad en el ático. La talla central de la Virgen fue realizada por el autor del retablo.
La reja alberga la fecha de 1554 y el escudo de armas de la familia Valenzuela, realizado por Fernando de Valencia. El frontal de azulejos muestra la frase en latín Parasti in conspectu meo mensam adversus eos qui tribulant me, data del año 1558 y muestra la escena del Maná.
El 4 de octubre de 1899 fue enterrada en la capilla Carmen de la Cabada y Sáinz de la Torre, cuya lápida se aprecia en el pavimento.